# Enkelvoudige overdraagbare stem

Het aangeven van de volgorde op een stembiljet.

De enkelvoudige overdraagbare stem (ook bekend als single transferable vote) is een kiesstelsel uit de familie van gerangschikt stemmen dat wordt toegepast in meervoudige kiesdistricten om evenredige vertegenwoordiging te bereiken. In dit systeem rangschikken kiezers kandidaten op volgorde van voorkeur. Door deze methodiek kan een kiezer aangeven wat er met zijn of haar stem moet gebeuren als een eerste voorkeur niet gekozen wordt. Hierdoor worden meerdere stemrondes gesimuleerd binnen één verkiezing. Het systeem wordt onder meer toegepast in Ierland, Australië en de Verenigde Staten.

Deze stemmethodiek levert meerdere winnaars op. Wanneer hetzelfde systeem van gerangschikt stemmen echter toegepast wordt op enkelvoudige kiesdistricten wordt het directe herstemming genoemd.

## Werkwijze
Het systeem werkt als volgt. Na het sluiten van de stembus worden eerst alle eerste voorkeurstemmen geteld. Dan wordt er volgens het volgende proces gekeken of er stemmen overgedragen moeten worden:
- Stap 1 (Verkiezing): Iedere kandidaat die de kiesdrempel heeft gehaald is verkozen.
- Stap 2 (Surplus en herverdeling): Als een kandidaat meer stemmen heeft behaald dan de kiesdrempel wordt het surplus nu toegekend aan de volgende kandidaat van voorkeur op het stembiljet. Om het probleem te vermijden om te bepalen welke van de stemmen overtollig zijn, worden alle stembriefjes naar rato overgedragen, zodat de verhouding gelijk is aan het aandeel van de overtollige stemmen. Als een kandidaat nu de kiesdrempel haalt, is hij verkozen en keert de telling terug naar stap 1 (en stap 2 als de verkozene een overschot heeft). Als er geen kandidaat is die de kiesdrempel haalt, gaat de telling over naar stap 3.
- Stap 3 (Eliminatie en herverdeling): De kandidaat met de minste stemmen valt af en zijn of haar stemmen worden overgedragen aan andere kandidaten die nog niet zijn afgevallen of verkozen. Dit proces wordt herhaald vanaf stap 1 (en stap 2 indien de verkozene een overschot heeft en stap 3 als er in een stemronde geen nieuwe verkozenen zijn) totdat alle zetels gevuld zijn.

## Ierland

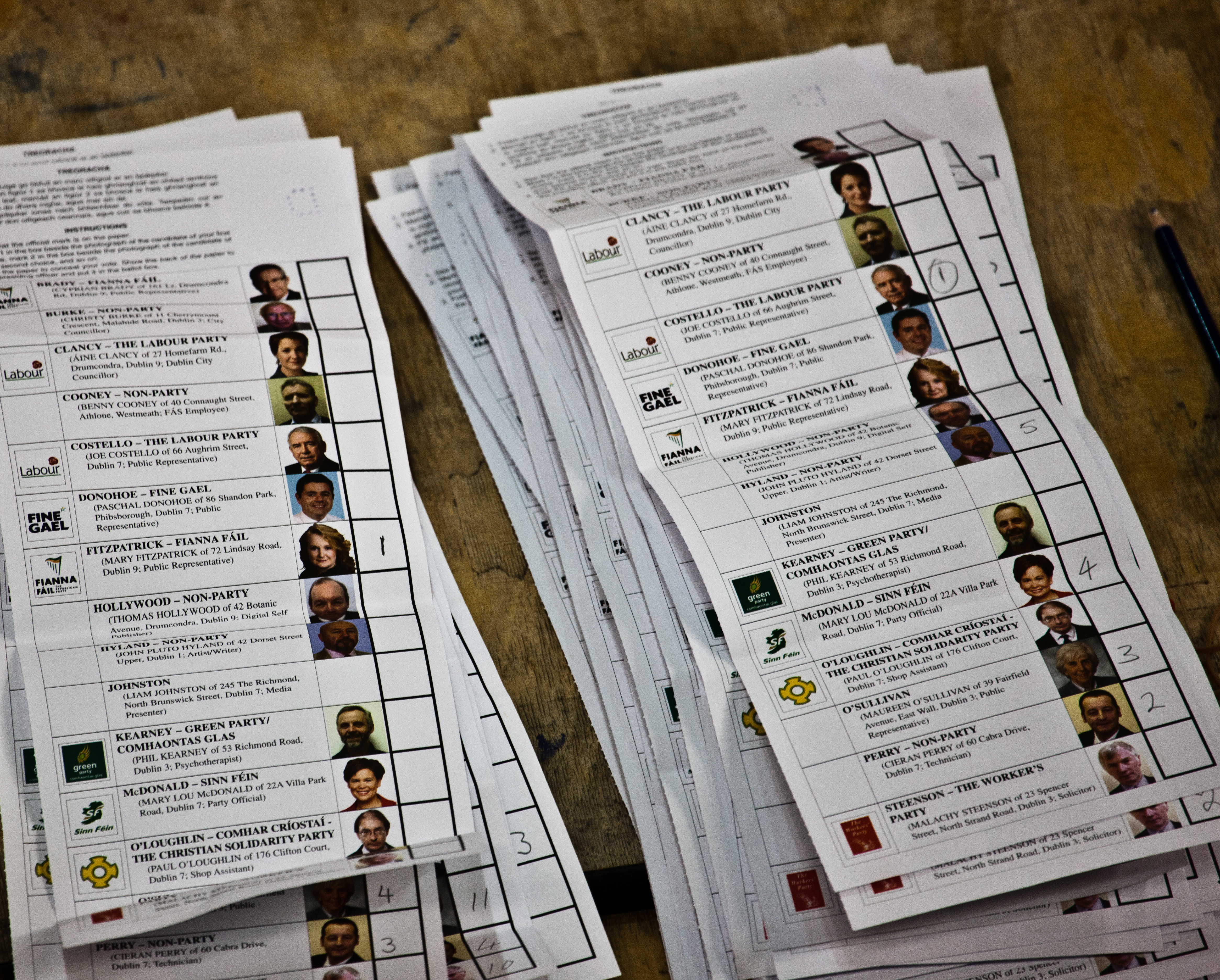
Een Iers stembiljet.

In Ierland wordt de enkelvoudige overdraagbare stem (single transferable vote of STV) gebruikt voor zowel de nationale verkiezingen voor het Dáil Éireann als voor de lokale verkiezingen en Europese parlementsverkiezingen. Hierbij wordt het systeem toegepast in combinatie met meervoudige kiesdistricten, wat betekent dat in ieder kiesdistrict meerdere personen gekozen worden. Kiezers rangschikken kandidaten in hun volgorde van voorkeur. Om een zetel te winnen, moet een kandidaat een bepaalde kiesdrempel behalen, berekend met de Droop-quota wat enigszins lijkt op een kiesdeler. Indien een kandidaat dit quotum behaalt, worden zijn of haar overtollige stemmen herverdeeld naar de volgende voorkeurskandidaten. Dit proces gaat door totdat alle zetels in een kiesdistrict zijn toegewezen. Dit stelsel bevordert evenredigheid, biedt kiezers meer keuze en stimuleert samenwerking tussen partijen.

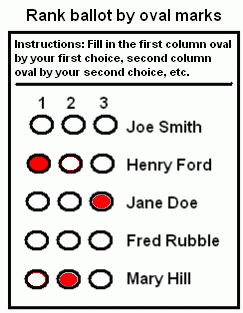
Voorbeeld van het type stembiljet dat in sommige Amerikaanse staten gebruikt wordt.

## Australië
In Australië wordt STV toegepast voor de Senaat en in sommige deelstaatparlementen. Het systeem geeft kiezers de mogelijkheid om kandidaten te rangschikken. Bij de Australische versie van STV kunnen kiezers ervoor kiezen om hun voorkeuren voor een partij als geheel aan te geven (above the line voting oftewel als een gesloten lijst) of de individuele kandidaten binnen een partij of meerdere partijen te rangschikken (below the line voting oftewel als een open lijst). Ook hier wordt het Droop-quotum gebruikt om te bepalen wie een zetel wint. In het proces van herverdeling worden stemmen getransfereerd wanneer kandidaten boven of onder de drempel zitten, wat bijdraagt aan een meer evenredige verdeling van zetels en meer diverse representatie.

## Verenigde Staten
In de Verenigde Staten wordt de enkelvoudige overdraagbare stem momenteel vooral toegepast op lokaal niveau voor gemeenteraadsverkiezingen waar er gewerkt wordt met meervoudige kiesdistricten. Bij presidentsverkiezingen bestaat de Verenigde Staten echter uit enkelvoudige kiesdistricten. Hierbij wordt  gebruik gemaakt van ranked choice voting, wat onder alternative vote valt. 